# Denis Pawlowitsch Golubew
Denis Pawlowitsch Golubew (russisch Денис Павлович Голубев; * 11. Juli 1991 in Magnitogorsk, Russische SFSR) ist ein russischer Eishockeyspieler, der seit Mai 2021 beim HK Sibir Nowosibirsk aus der Kontinentalen Hockey-Liga unter Vertrag steht.

## Karriere
Denis Golubew begann seine Karriere als Eishockeyspieler in seiner Heimatstadt in der Nachwuchsabteilung von Ak Bars Kasan, für dessen Profimannschaft er in der Saison 2009/10 sein Debüt in der Kontinentalen Hockey-Liga gab. In drei Spielen blieb er dabei punktlos und erhielt zwei Strafminuten. Die gesamte restliche Spielzeit verbrachte er für die Juniorenmannschaft Kasans in der Juniorenliga MHL, in der er in insgesamt 48 Spielen 75 Scorerpunkte erzielte. In der folgenden Spielzeit absolvierte er weitere fünf KHL-Partien, wurde aber weiterhin meist in der MHL bei Bars Kasan eingesetzt. Zum Ende der Saison wurde Golubew an Neftjanik Almetjewsk aus der Wysschaja Hockey-Liga ausgeliehen, wobei er bis zum Saisonende in 14 Spielen für Almetjewsk aufs Eis ging.
Für die Saison 2011/12 sollte er an den Mora IK aus der schwedischen HockeyAllsvenskan ausgeliehen werden, jedoch kam das Leihgeschäft schließlich doch nicht zustande. Stattdessen blieb Golubew bei Neftjanik Almetjewsk in der Wysschaja Hockey-Liga, kam aber parallel weiter in der KHL und MHL zum Einsatz.
Im Juli 2014 wurde Golubew im Tausch gegen ein Wahlrecht für den KHL Junior Draft 2016 an den HK Lada Toljatti abgegeben. Ein Jahr später kehrte er zu Ak Bars zurück und spielte bis Dezember 2017 für den Klub aus Tatarstan. Anschließend wurde er im Rahmen eines Tauschgeschäftes an Amur Chabarowsk abgegeben. 

## Erfolge und Auszeichnungen
- 2011 Goldmedaille bei der U20-Junioren-Weltmeisterschaft

## KHL-Statistik
(Stand: Ende der Saison 2014/15)